# Platythomisus quadrimaculatus
Platythomisus quadrimaculatus är en spindelart som beskrevs av Johan Coenraad van Hasselt 1882. Platythomisus quadrimaculatus ingår i släktet Platythomisus och familjen krabbspindlar. Inga underarter finns listade i Catalogue of Life.